# Ivorische Fußballnationalmannschaft/Olympische Spiele
Die ivorische Fußballnationalmannschaft nahm erstmals an der Qualifikation für die Olympischen Spiele 1988 teil, konnte sich erstmals für die Olympischen Spiele 2008 in Peking qualifizieren und kam dort bis ins Viertelfinale. Danach gelang erst wieder die Qualifikation 2019 für die wegen der COVID-19-Pandemie um ein Jahr verschobenen Spiele in Tokio. Seit den Spielen 2012 läuft die Qualifikation über die afrikanische U-23-Meisterschaft.

## Ergebnisse bei Olympischen Spielen

### 1960 bis 1984
Die Elfenbeinküste wurde erst kurz vor den Olympischen Spielen in Rom unabhängig und 1960 wurde auch der Fußballverband gegründet. Bis zu den Spielen 1980 wurde keine Mannschaft für die Qualifikationen gemeldet. Nach der Meldung für die Spiele in Moskau sollte die Mannschaft in der ersten Qualifikationsrunde gegen Liberia antreten, wurde aber zurückgezogen. Für 1984 erfolgte dann wieder keine Anmeldung.

### 1988
- Olympia-Qualifikation:
  - 1. Runde:
    - Freilos

  - 2. Runde:
    - 01. November 1987: Elfenbeinküste – Marokko 0:0 (in Abidjan)
    - 15. November 1987: Marokko – Elfenbeinküste 2:1 (in Casablanca)

### 1992
- Olympia-Qualifikation:
  - 1. Runde:
    - Kampflos, da der Gegner Angola zurückzog

  - 2. Runde:
    - Gegner sollte Mauritius sein, die Elfenbeinküste zog aber zurück

### 1996
- Nicht teilgenommen

### 2000
- Olympia-Qualifikation:
  - 1. Runde:
    - 13. Juni 1999: Algerien – Elfenbeinküste 1:3
    - 27. Juni 1999: Elfenbeinküste – Algerien 1:1

  - 2. Runde als Gruppenphase:
    - 17. Oktober 1999: Tunesien – Elfenbeinküste 1:1
    - 31. Oktober 1999: Elfenbeinküste – Marokko 4:1
    - 20. Februar 2000: Elfenbeinküste – Ägypten 3:3
    - 27. Februar 2000: Ägypten – Elfenbeinküste 2:1
    - 12. März 2000: Elfenbeinküste – Tunesien 3:1
    - 26. März 2000: Marokko – Elfenbeinküste 2:1

Elfenbeinküste als Gruppendritter ausgeschieden

### 2004
- Olympia-Qualifikation:
  - 1. Runde:
    - kampflos, da Gegner Burkina Faso zurückzog

  - 2. Runde als Gruppenphase:
    - 25. Oktober 2003: Mali – Elfenbeinküste 3:0
    - 21. Dezember 2003: Elfenbeinküste – DR Kongo 4:1
    - 3. Januar 2004: Elfenbeinküste – Kamerun 1:1
    - 22. Februar 2004: Kamerun – Elfenbeinküste 2:0
    - 14. März 2004: Elfenbeinküste – Mali 2:1
    - 27. März 2004: DR Kongo – Elfenbeinküste 1:0 – Elfenbeinküste als Gruppendritter ausgeschieden

### 2008
- Olympia-Qualifikation:
  - Vorrunde:
    - Kampflos, da Gegner Lesotho zurückzog

  - 1. Runde:
    - 7. Februar 2007: Ägypten – Elfenbeinküste 1:1 (in Kairo)
    - 22. März 2007: Elfenbeinküste – Ägypten 3:1 (in Abidjan)

  - 2. Runde als Gruppenphase:
    - 3. Juni 2007: Sambia – Elfenbeinküste 2:0 (in Chingola)
    - 22. August 2007: Elfenbeinküste – Senegal 2:0 (in Abidjan)
    - 9. September 2007: Elfenbeinküste – Mali 3:1 (in Abidjan)
    - 13. Oktober 2007: Mali – Elfenbeinküste 1:2 (in Bamako)
    - 18. November 2007: Elfenbeinküste – Sambia 4:1 (in Abidjan)
    - 26. März 2008: Senegal – Elfenbeinküste 1:2 (in Dakar)

Elfenbeinküste als Gruppensieger qualifiziert.
- Olympische Spiele in Peking:
  - Vorrunde:
    - 7. August 2008 in Shanghai: Elfenbeinküste – Argentinien	1:2
    - 10. August 2008 in Shanghai: Serbien – Elfenbeinküste 2:4
    - 13. August 2008 in Tianjin: Elfenbeinküste – Australien 1:0 – Elfenbeinküste als Gruppenzweiter für die K.-o.-Runde qualifiziert

  - K.-o.-Runde:
    - 16. August 2008, Viertelfinale: Nigeria – Elfenbeinküste 2:0 (in Qinhuangdao)

### 2012
- Olympia-Qualifikation über die erstmals ausgetragene afrikanische U-23-Meisterschaft:
  - 1. Runde
    - 27. März 2011: Elfenbeinküste U-23 – Liberia U-23 4:0 (in Accra)
    - 20. April 2011: Liberia U-23 – Elfenbeinküste U-23 0:0 (in Monrovia)

  - 2. Runde:
    - 5. Juni 2011: Rep. Kongo U-23 – Elfenbeinküste U-23 1:2
    - 18. Juni 2011: Elfenbeinküste U-23 – Rep. Kongo U-23 1:0

  - Finalturnier in Marokko:
    - Vorrunde:
      - 27. November 2011: Südafrika U23 – Elfenbeinküste U-23 1:1 (in Marrakesch)
      - 30. November 2011: Elfenbeinküste U-23 – Ägypten U-23 1:1 (in Marrakesch)
      - 3. Dezember 2011: Gabun U-23 – Elfenbeinküste U-23 3:1 (in Tanger) – Elfenbeinküste als Gruppendritter ausgeschieden

### 2016
- Olympia-Qualifikation über die afrikanische U-23-Meisterschaft:
  - 3. Runde:
    - 18. Juli 2015: Elfenbeinküste U-23 – Sambia U-23 0:0 (in Abidjan)
    - 1. August 2015: Sambia U-23 – Elfenbeinküste U-23 0:0, 4:3 i. E. (in Lusaka)

### 2021
- Olympia-Qualifikation über die afrikanische U-23-Meisterschaft:
  - 1. Runde: Freilos
  - 2. Runde:
    - 22. März 2019: Niger U-23 – Elfenbeinküste U-23 1:2 (in Niamey)
    - 25. März 2019: Elfenbeinküste U-23 – Niger U-23 6:1 (in Abidjan)

  - 3. Runde:
    - 7. September 2019: Elfenbeinküste U-23 – Guinea U-23 0:1 (in Abidjan)
    - 10. September 2019: Guinea U-23 – Elfenbeinküste U-23 1:2 (in Conakry), Elfenbeinküste aufgrund der Auswärtstorregel qualifiziert

  - Finalturnier in Ägypten (alle Spiele in Kairo):
    - Vorrunde:
      - 9. November 2019: Nigeria U-23 – Elfenbeinküste U-23 0:1
      - 12. November 2019: Elfenbeinküste U-23 – Südafrika U-23 0:1
      - 15. November 2019: Elfenbeinküste U-23 – Sambia U-23 1:0

    - Elfenbeinküste als Gruppensieger für die K.-o.-Runde qualifiziert
      - 19. November 2019, Halbfinale: Elfenbeinküste U-23 – Ghana U-23 2:2 n. V., 3:2 i. E. – damit für die Olympischen Spiele in Tokio qualifiziert.
      - 22. November 2019, Finale: Ägypten U-23 – Elfenbeinküste U-23 2:1 n. V.
- Olympische Spiele in Tokio:
  - Vorrunde:
    - 22. Juli 2021 in Yokohama: Elfenbeinküste – Saudi-Arabien –:– (–:–)
    - 25. Juli 2021 in Yokohama: Brasilien – Elfenbeinküste –:– (–:–)
    - 28. Juli 2021 im Miyagi Stadium: Deutschland – Elfenbeinküste –:– (–:–)

Anmerkung: Wegen der Verschiebung um 1 Jahr aufgrund der COVID-19-Pandemie dürfen U-24-Spieler eingesetzt werden, damit auch Spieler, die in der Qualifikation eingesetzt wurden, an den Spielen teilnehmen können.

### 2024
- Olympia-Qualifikation über die afrikanische U-23-Meisterschaft:
  - 1. Runde: Freilos
  - 2. Runde:
    - 22. Oktober 2022: Niger U-23 – Elfenbeinküste U-23 0:0 (in Niamey)
    - 29. Oktober 2022: Elfenbeinküste U-23 – Niger U-23 1:1 (in Yamoussoukro)

Die Elfenbeinküste verpasst aufgrund der Auswärtstorregel die 3. Runde und kann sich damit nicht für die Olympischen Spiele in Paris qualifizieren.

## Trainer
- 2008:  Gérard Gili

## Beste Torschützen
- 1. Sekou Cissé und Salomon Kalou – 2 Tore (2008)
- 3. Gervinho – 1 Tor (2008)

Zudem 1 Eigentor eines serbischen Spielers zugunsten der Elfenbeinküste

## Bekannte Spieler
- Benjamin Angoua (2008), WM-Teilnehmer 2010 ohne Einsatz
- Souleymane Bamba (2008), 48 A-Länderspiele, WM-Teilnehmer 2014
- Gervinho ( 2008), 86 A-Länderspiele, WM-Teilnehmer 2010 und 2014
- Salomon Kalou (2008), 96 A-Länderspiele, WM-Teilnehmer 2010 und 2014
- Emmanuel Koné (2008), WM-Teilnehmer 2010 ohne Einsatz